# ام‌تی‌وی فیلمز
ام‌تی‌وی فیلمز (انگلیسی: MTV Films) شرکت فیلم‌سازی آمریکایی است، که در سال ۱۹۹۶ تأسیس شد.